# Agutiovití
Agutiovití (Dasyproctidae) představují čeleď dikobrazočelistných hlodavců původem z neotropické oblasti.

## Systematika
Za taxonomickou autoritu čeledi agutiovití (Dasyproctidae) je pokládán Charles Lucien Bonaparte (1838). V rámci vnitřní systematiky spadá tato čeleď do monofyletické skupiny Caviomorpha v rámci hlodavců (resp. dikobrazočelistných), jež zahrnuje jihoamerickou spektakulární diverzifikaci tohoto savčího řádu. Blízké příbuzenské vztahy agutiovití zřejmě sdílejí s pakovitými (Cuniculidae, syn. Agoutidae) a morčatovitými (Caviidae). V rámci některých starších systémů může být čeleď agutiovitých řazena přímo v rámci pakovitých.
Rozeznávány jsou dva recentní rody:
- rod Dasyprocta Illiger, 1811 – aguti
  - Dasyprocta azarae Lichtenstein, 1823 – aguti Azarův
  - Dasyprocta coibae Thomas, 1902 – aguti panamský
  - Dasyprocta cristata (É. Geoffroy Saint-Hilaire, 1803) – aguti surinamský
  - Dasyprocta fuliginosa Wagler, 1832 – aguti tmavý
  - Dasyprocta guamara Ojasti, 1972 – aguti orinocký
  - Dasyprocta iacki Feijó & Langguth, 2013[4]
  - Dasyprocta kalinowskii Thomas, 1897 – aguti peruánský
  - Dasyprocta leporina (Linnaeus, 1758) – aguti zlatý
  - Dasyprocta mexicana Saussure, 1860 – aguti černý
  - Dasyprocta prymnolopha Wagler, 1831 – aguti černohřbetý
  - Dasyprocta punctata Gray, 1842 – aguti středoamerický
  - Dasyprocta ruatanica Thomas, 1901 – aguti honduraský
- rod Myoprocta Thomas, 1903 – akuči
  - Myoprocta acouchy (Erxleben, 1777) – akuči červený
  - Myoprocta pratti Pocock, 1913 – akuči Prattův

Především taxonomie rodu Dasyprocta však zůstává značně komplikovaná. Vyjma recentních forem se do systému přidružuje i několik vyhynulých, zřejmě kmenových skupin, ve fosilním záznamu datovaných až do spodního oligocénu.

## Popis

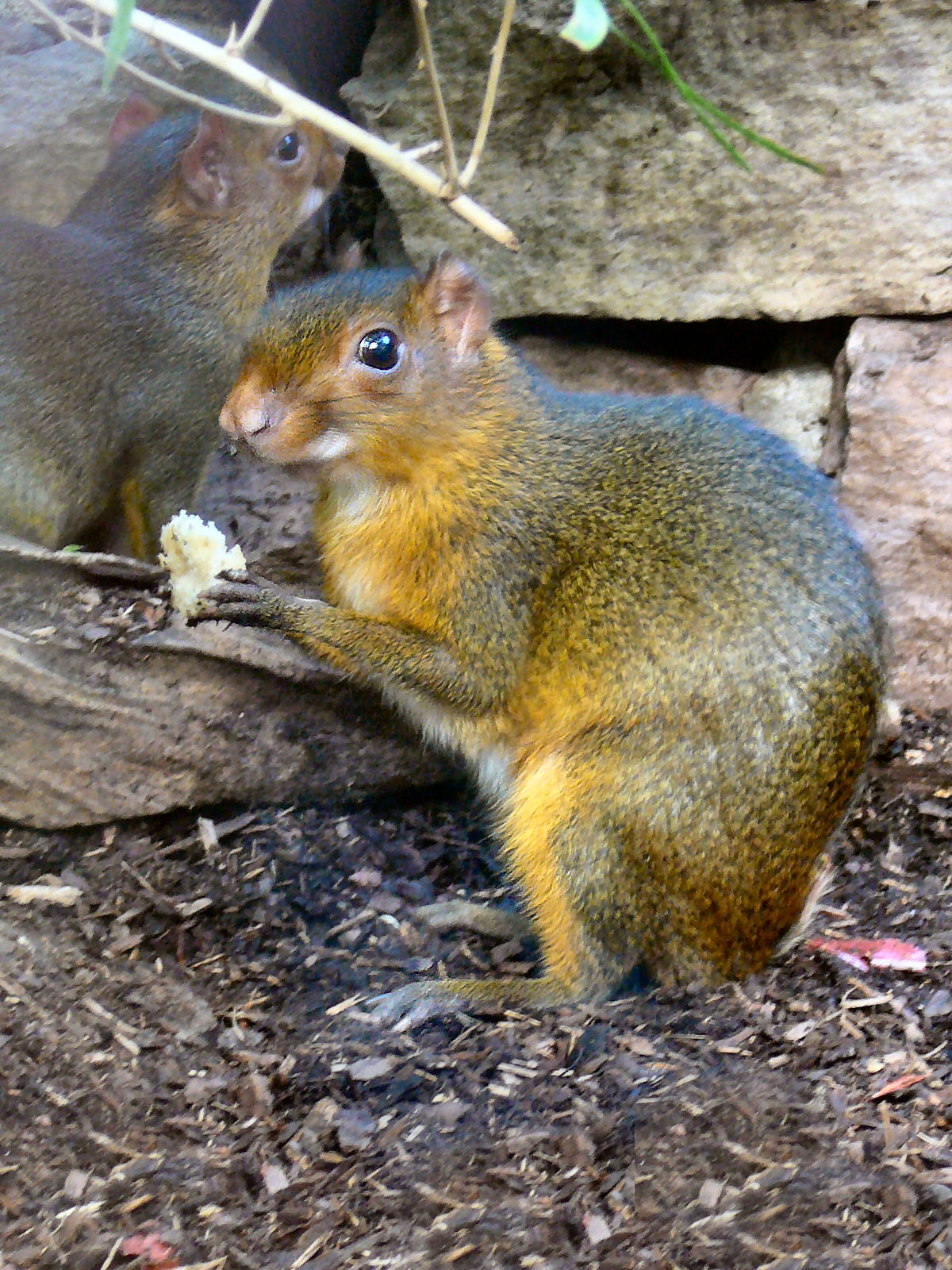
Akuči (rod Myoprocta)

Agutiovití představují středně velké hlodavce s hrubou lesklou srstí oranžově hnědého až černého zbarvení. Tělo je kompaktně stavěno, s krátkým ocasem, štíhlými končetinami a robustní lebkou. Agutiové váží až 4 kg, akučiové jsou o něco menší, avšak s delším ocasem. Přední končetiny nesou čtyři prsty, přičemž osa končetiny prochází mezi třetím a čtvrtým prstem (jako v případě sudokopytníků), zatímco zadní končetiny nesou pouze tři prsty a osa končetiny prochází třetím prstem (jako v případě lichokopytníků). Drápy samotné jsou kopýtkovité, přičemž tyto adaptace dělají z agutiovitých relativně schopné běžce. Celkový zubní vzorec činí 1/1, 0/0, 1/1, 3/3 = 20 zubů, shodně jako v případě pakovitých. Řezáky jsou relativně tenké, molariformní zuby jsou hypsodontního typu, s plochou korunkou a pěti hřebeny.

## Ekologie
Jde o čeleď endemitní v neotropické oblasti, areál výskytu sahá od jižního Mexika po Ekvádor, Bolívii, Paraguay a severovýchodní Argentinu. Zavlečené populace se vyskytují v Karibiku. Přirozená stanoviště představují lesní a křovinatá prostředí, úkryt agutiovití hledají v husté vegetaci, zatímco potravu shánějí na otevřenějších prostranstvích. Mezi zdroji potravy a místy k odpočinku si agutiovití často udržují vyšlapané stezky, po nichž se během dne pohybují. Některé druhy si hloubí nory. Potravu tvoří především spadané ovoce, jež si často zahrabávají na později: v důsledku tohoto chování představují ve svém ekosystému důležité rozptylovače semen. Menší podíl potravy tvoří hmyz a výhonky. Především agutiové se běžně krmí v typickém posedu, přidržujíce si potravu obratnými předními končetinami.
Agutiovití vytvářejí monogamní páry, přičemž doba rozmnožování závisí na okolních podmínkách prostředí a není striktně načasována. Březost trvá 104 až 120 dnů. Jde o typické K-stratégy: vrh běžně nepřesahuje dvě mláďata, jež samice kojí okolo 20 týdnů. Kvůli nemalému riziku predace jsou agutiovití nicméně souběžně prekociály a již asi hodinu po porodu si osvojují běžecké dovednosti nutné k přežití.